# 75号州际公路佛罗里达州段
75號州際公路（英語：Interstate 75）佛羅里達州段，是美國州際公路系統的一部分。起點位於邁阿密湖和海厄利亞的邊界上，一路向西行，至那不勒斯再轉往北方。終點在詹寧斯與喬治亞州的州界。75號州際公路在佛羅里達州的路線呈現出一個「L」型。沿途還經過佛羅里達大沼澤地，因此此路段也被稱為鱷魚小徑（Alligator Alley）及溼地大道（Everglades Parkway）。

## 沿線城市
（由南向北）邁阿密都會區→那不勒斯→博尼塔溫泉→麥爾茲堡→蓬塔戈爾達→薩拉索塔→坦帕都會區→奧卡拉→蓋恩斯維爾→湖市